# Rainer Knaak
Rainer Knaak est un joueur d'échecs est-allemand né le 16 mars 1953 à Pasewalk. Grand maître international depuis 1975, il a remporté le championnat d'Allemagne de l'Est à cinq reprises (en 1974, 1978, 1982, 1983 et 1984) et a représenté l'Allemagne de l'Est lors des olympiades de 1972, 1988 et 1990,.

## Palmarès

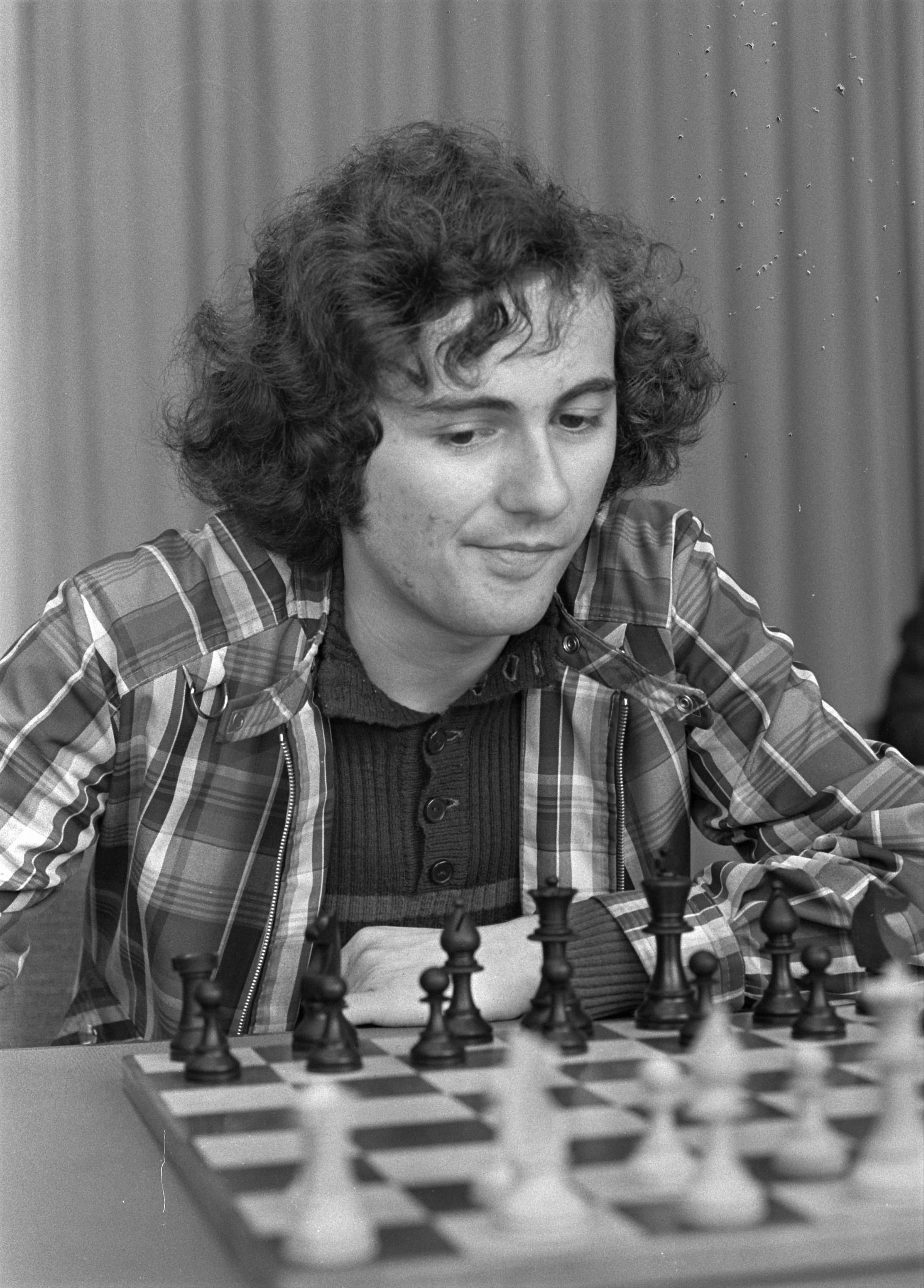
Rainer Knaak en 1974.

En 1971, Knaak remporta le tournoi international junior de Ploiești et finit 2e-3e du tournoi international de Zinnowitz, ex æquo avec Guennadi Kouzmine et devant Wolfgang Uhlmann (victoire de Burkhard Malich).En 1972, il fut troisième du championnat d'Allemagne de l'Est et remporta le tournoi international d'Olomouc devant Josef Přibyl et Jakov Estrine. En 1973, il termina troisième, ex æquo avec Florin Gheorghiu, du tournoi international de Bucarest remporté par Mark Taïmanov. En 1974, il remporta son premier titre de champion d'Allemagne de l'Est (devant Uhlmann) et finit troisième ex æquo du mémorial Capablanca à Camaguey (victoire de Ulf Andersson) et deuxième du tournoi de Halle, derrière Mikhaïl Tal et devant Jan Smejkal et Vladimir Savon.
En 1975, il remporta le tournoi de jeunes maîtres de Messen et finit deuxième du tournoi de Bucarest (victoire de Ciocaltea) et premier ex æquo du championnat est-allemand mais perdit le match de départage avec Uhlmann. En 1976, il finit deuxième ex æquo du tournoi open de Sandomierz remporté par David Bronstein.
En 1977, Rainer Knaak gagna les tournois de Balashikha, Zabrze et Leipzig (ex æquo avec Malich et Smejkal) et finit deuxième du championnat est-allemand. En 1978, il remporta le championnat est-allemand à Eggesin et le tournoi international de Halle (ex æquo avec Uhlmann et Iván Faragó) et finit deuxième du tournoi de Jurmala remporté par Bronstein.
Dans le classement de la janvier 1979, Rainer Knaak était classé 24e-25e joueur mondial. En 1979, il fut troisième du mémorial Rubinstein (victoire de Iouri Razouvaïev) et troisième du mémorial Capablanca (victoire de Zapata et Ftacnik).
Dans les années 1980, il gagna  le tournoi de Leipzig 1983 et le mémorial Capablanca 1984 à Cienfuegos ainsi que trois fois de suite le championnat national.
Toujours actif avec les années, Knaak est couronné champion du monde des plus de 65 ans en 2024 à Porto Santo.